# Divinity: Original Sin
Divinity: Original Sin (с англ. — «Божественность: Первородный грех») — пошаговая партийная компьютерная ролевая игра, приквел Divine Divinity, с однопользовательским и многопользовательским режимами игры, разработанная компанией Larian Studios на средства, полученные с пожертвований с Kickstarter. После неоднократных переносов даты выхода игра была выпущена 30 июня 2014 года. В России, однако, игра вышла без ожидаемой локализации на русский язык. Локализация на русский язык была добавлена 30 июля 2014 года..

## Игровой процесс
Divinity: Original Sin — следующая RPG во вселенной Divinity. Игрок управляет двумя персонажами, создаваемыми в начале игры. Игрок волен самостоятельно выбрать навыки, характеристики, черты, внешность и пол обоих персонажей. В дальнейшем между ними могут развиться любовные отношения. Сражения будут происходить в пошаговом режиме, основанном на классических механиках: очках действия, фланговых атаках, ударах в спину, свободных атаках и бонусах взаимодействия персонажей. Также доступен кооперативный многопользовательский режим (игровой движок поддерживает до 4 игроков в мультиплеере, однако только 2 игрока смогут проходить основную сюжетную линию) и интерактивный мир.

### Взаимодействие с игровым миром
Системы взаимодействия с игровым миром, характерные для предыдущих изометрических игр серии Divinity, таких как Divine Divinity и Beyond Divinity, получат дальнейшее развитие в Divinity: Original Sin. Как и ранее, игровой мир практически полностью интерактивен. Почти любой предмет может быть взят и перенесён (при наличии достаточной силы), предметы можно комбинировать друг с другом, получая новые. Например, можно применить нож к метле, получив в результате копьё. Перемещение предметов может дать ощутимое преимущество в сражении благодаря возможности забаррикадировать проход противнику.
В Divinity: Original Sin присутствует механика взаимодействия стихий. Вода тушит огонь, поэтому мокрый противник станет более уязвим для заклинаний воздуха, но устойчивым к огненным. Эта особенность используется не только в магической системе, но и при взаимодействии с предметами. Например, разбитая рядом с огнём бочка с водой потушит его, а согретый, находящимся рядом пламенем, противник становится более восприимчив к эффектам горения.
Игровые персонажи также активно реагируют на действия игрока. Грабежи и убийства не сойдут с рук и обязательно отразятся на игровой репутации. При этом, чем больше игрок совершает поступков, тем выше известность его персонажа.

### Диалоговая система
В диалогах участвуют оба персонажа, при этом если им не удаётся сойтись в едином мнении, то решение за них выполняет игровая система.
В «Раннем доступе» отсутствует возможность выбрать характер персонажей, поэтому отыгрыш каждого из них ложится на плечи игрока, однако в финальной версии такая возможность будет. Принимая решения, игрок развивает личность персонажа, выражающуюся в появлении у него таких черт как «Эмпатия», «Праведность» и так далее, дающих различные игровые преимущества, например, устойчивость к эффектам, воздействующим на разум.

### Отношения между персонажами
В интервью Мэтту Бартону Свен поделился подробностями об отношениях персонажей в Divinity: Original Sin:
Отношения основных персонажей совсем необязательно романтические. Впрочем, если таково ваше желание, вы можете развивать их и в этом направлении. Отношения определяются по двум осям: Привязанность и Близость. Первая показывает, насколько персонажи любят друг друга, вторая — как часто они приходят к общему мнению при обсуждении моральных дилемм. Таким образом, персонажи могут ненавидеть друг друга, но при этом хорошо работать. Ваш друг никогда не станет внезапно тащить вас в постель, чтобы вы познали все прелести однополой любви, если только вы сами не сделаете осознанный выбор в этом направлении.

## Сюжет
Оба игровых персонажа являются членами ордена «Охотников за Истоком» (англ. Source Hunters), занимающегося искоренением опасной формы магии под названием «Исток» (англ. Source) и её адептов, «Хранителей Истока» (англ. Sourcerers). В однопользовательском режиме игрок управляет обоими Охотниками, в мультиплеере же игрокам достаётся по одному из них. В начале игры Охотники отправляются в порт Сайсил на юге Ривеллона, чтобы расследовать убийство местного чиновника, предположительно совершённое с применением Истока. Прибыв в город, Охотники обнаруживают, что он осаждён орками и нежитью под тайным руководством группы Хранителей Истока, связанных с культом Непорочных (англ. Immaculates), который действует в лесах Лукуллы в глубине материка. Найдя доказательства причастности Белой Ведьмы, хранительницы лесов Лукуллы, к убийству чиновника, Охотники настигают её в Хиберхейме, потустороннем мире духов стихий. Ведьма представляется Икарой и сознаётся в непреднамеренном убийстве, однако в свете обнаруженных ими ранее доказательств использования Непорочными Истока для массовых убийств и человеческих жертвоприношений, Охотники принимают решение заключить с ней союз против общего врага. Икара объясняет, что Непорочных возглавляет её сестра Леандра, и просит Охотников войти в доверие культистов и вызнать их планы. Пройдя посвящение культа, Охотники выясняют, что Непорочные добывают в шахтах Лукуллы высокотоксичный металл «тенебриум» (англ. tenebrium), из которого Леандра с помощью Истока создаёт Рыцарей Смерти (англ. Death Knight) — неуязвимых воинов-мертвецов — для завоевания Ривеллона. Обнаружив в шахтах Охотников, Леандра пытается их убить, обрушив на них весь комплекс, но им удаётся выбраться и даже завладеть заклинанием, предусмотренным ей на случай, если Рыцари выйдут из-под контроля и их придётся уничтожить.
По ходу расследования Охотники время от времени натыкаются на «звёздные камни» (англ. Star Stone) — магические кристаллы, которые Непорочные с помощью жертвоприношений превращают в «кровавые камни» (англ. blood stone), чтобы лечить безнадёжно больных и наделять самих себя сверхчеловеческим здоровьем. Первый из звёздных камней неожиданно телепортирует Охотников в «Усадьбу» (англ. Homestead) — таинственную крепость на краю времени, которая смутно знакома им обоим. Из остальных камней Охотники постепенно узнают, что Исток изначально был магией добра, связанной с богиней жизни Астартой, но был искажён и испорчен потусторонним злом, называемым Пустотой (англ. Void). Сами Охотники оказываются реинкарнациями двух военачальников древности, мужчины и женщины, заключивших порчу Источника в артефакт под названием «Божественный Ящик» (англ. God Box) и получивших равное богам могущество для его охраны. Однако когда демон, именуемый «Нечистым» (англ. the Trife), обманом убедил Астарту открыть Ящик, порча снова вырвалась наружу и приняла форму Дракона Пустоты (англ. Void Dragon), с которым Астарта непрерывно сражается до сих пор, чтобы не пустить его в мир смертных. В наказание за собственную оплошность, стражи Ящика переродились обычными людьми в Ривеллоне, а осколки их утраченных воспоминаний разлетелись по миру в виде звёздных камней. После этих откровений Икара понимает, что за действиями Леандры на самом деле стоит Нечистый, стремящийся ослабить Астарту и выпустить на волю Дракона Пустоты, и просит Охотников перековать оборванную Леандрой «цепь душ» (англ. soulforge) между сёстрами в надежде остановить Леандру, не доводя дело до убийства.
Охотники преследуют главу Непорочных до края Призрачного леса, где обнаруживают дом колдуна Зандалора — возлюбленного Леандры и Икары, отдавшего предпочтение последней (после чего Леандра и оборвала с ней связь). Из его записок они узнают местоположение древнего Храма Истока в глубине леса, где находят его самого. От него они узнают, что цель Леандры — Божественный Ящик, по прежнему находящийся в Первородном Саду, где они несли стражу в прежней жизни. Проникнув в Сад через портал в Усадьбе, Охотники, Икара и Зандалор сражаются с Леандрой и, если им не удалось отыскать в Призрачном лесу заклинание для восстановления «цепи душ», вынуждены её убить. В противном случае они применяют его, и Икара убеждает сестру раскаяться и покинуть Сад без боя. Так или иначе, Охотники продолжают путь вдвоём и добираются до Божественного Ящика, где встречают Астарту. Совместными усилиями они уничтожают Нечистого, однако тот успевает призвать Дракона Пустоты, которого Охотникам после титанической последней битвы удаётся вновь заточить в Ящике. Астарта благодарит их за спасение и вызывается сторожить Ящик до скончания времён. Охотники покидают Сад, но перед этим богиня признаётся, что небожители знали, что люди не справятся с охраной Ящика, но всё равно разрешили им двоим стать его стражами по неизвестной ей причине.

## Создание

### Финансирование
Разработчики начали сбор средств через Kickstarter 27 марта 2013 года. Целью было собрать деньги на завершение игры и заодно разрекламировать её. Сбор средств на Kickstarter успешно закончился 26 апреля, игра собрала 944 282 доллара. Также сбор проводился с помощью PayPal на сайте разработчиков, в сумме более 1 млн долларов было собрано на разработку игры. Так же всем тем, кто вкладывал деньги в проект на KickStarter был предоставлен игровой бонус в виде кода, который нужно ввести в игре.

### Разработка
Изначально планировалось, что игра Divinity: Original Sin выйдет в октябре или ноябре 2013, однако выход игры был отложен на 28 февраля 2014 года. Всё это время разработчики занимались локализацией игры на английский, французский, немецкий, польский и русский языки, возможно будут добавлены и другие. И опять дата релиза была перенесена на 25 апреля 2014. А потом и на 20 июня 2014.
Изначально Larian собиралась выпустить одновременно игру на Microsoft Windows и Mac OS X, а после того как будет завершена версия для Mac OS X, выпустить на Linux. Бета-версия игры для Mac OS X стала доступна в мае 2014 года. Портирование поставляемого с игрой редактора карт на платформы, отличные от Microsoft Windows не планируется.
28 марта 2014 года Свен Винке сообщил в своём блоге, что от циклов смены дня и ночи в Divinity: Original Sin придётся отказаться.
15 мая 2015 года стало известно, что к выходу готовится Divinity: Original Sin — Enhanced Edition для PC (Windows, Mac, Linux), PlayStation 4 и Xbox One. Главные особенности издания: новые визуальные эффекты благодаря поддержке DirectX 11, управление камерой на 360°, полная версия озвучивания диалогов, поддержка новой схемы управления (контроллер), переработанный сюжет с новыми персонажами, стилями прохождения и заданиями (несколько часов нового контента, появится новая концовка), а ещё новые режимы игры и другие нововведения. Издание вышло 27 октября 2015 года. 23 декабря 2015 года вышел релиз Divinity: Original Sin — Enhanced Edition для Linux, SteamOS и Mac OS X.
Летом 2018 года, благодаря уязвимости в защите Steam Web API, стало известно, что точное количество пользователей сервиса Steam, которые играли в Divinity: Original Sin — Enhanced Edition хотя бы один раз, составляет 1 501 547 человек, а количество пользователей, которые играли в классическую версию — 1 208 170 человек.

## Системные требования
| Минимальные | Рекомендуемые |
| - ОС: Windows XP SP3 или более поздняя - Процессор: Intel Core 2 Duo E6600 или эквивалентный - Оперативная память: 2048 Мб - Видеокарта: HD Intel Graphics 4000 или NVIDIA GeForce 8800 GT (с 512 Мб видеопамяти) или ATI Radeon HD 4850 или эквивалентная - DirectX: версия 9.0c - Жесткий диск: 10 Гб - Звуковая карта: совместимая с DirectX9c | - ОС: Windows 7 SP1 или Windows 8.1 - Процессор: Intel i5 2400 или лучше - Оперативная память: 4096 Мб - Видеокарта: NVIDIA GeForce GTX 550 ti с 1 Гб видеопамяти или ATI Radeon HD 6XXX или лучше - DirectX: версия 9.0c - Жесткий диск: 10 Гб - Звуковая карта: совместимая с DirectX9c |

## Критика
| Сводный рейтинг       | Сводный рейтинг                                                   |
| Агрегатор             | Оценка                                                            |
| --------------------- | ----------------------------------------------------------------- |
| GameRankings          | PC: 85,31 % PS4: 87,86 %                                          |
| Metacritic            | ПК: 87/100 ПК (Enhanced Edition): 94/100 PS4: 88/100 XONE: 88/100 |
| Иноязычные издания    |                                                                   |
| Издание               | Оценка                                                            |
| Eurogamer             | 9/10                                                              |
| GameSpot              | 9/10                                                              |
| Hardcore Gamer        | 4,5/5                                                             |
| IGN                   | 9/10                                                              |
| PC Gamer (US)         | 87/100                                                            |
| Русскоязычные издания |                                                                   |
| Издание               | Оценка                                                            |
| PlayGround.ru         | 9/10                                                              |
| Riot Pixels           | 80 %                                                              |
| «Игромания»           | 9/10                                                              |

### Комментарии
1. ↑  Созданием версий для PlayStation 4 и Xbox One, а также портированием для macOS и Linux занималась студия Larian St. Petersburg[1].